# Giải bóng đá hạng nhì quốc gia Cộng hòa Síp 1973–74
Giải bóng đá hạng nhì quốc gia Cộng hòa Síp 1973–74 là mùa giải thứ 19 của bóng đá hạng nhì Cộng hòa Síp. ASIL Lysi giành danh hiệu thứ 2.

## Thể thức thi đấu
Có 14 đội tham gia Giải bóng đá hạng nhì quốc gia Cộng hòa Síp 1973–74. Tất cả các đội đều thi đấu 2 trận, một trân sân nhà và một trận sân khách. Đội nhiều điểm nhất sẽ lên ngôi vô địch. Đội đầu bảng thăng hạng Giải bóng đá hạng nhất quốc gia Cộng hòa Síp 1974–75. Đội cuối bảng xuống hạng Giải bóng đá hạng ba quốc gia Cộng hòa Síp.

### Hệ thống điểm
Các đội bóng nhận được 2 điểm cho một trận thắng, 1 điểm cho một trận hòa và 0 điểm cho một trận thua.

## Thay đổi so với mùa giải trước
Các đội thăng hạng Giải bóng đá hạng nhất quốc gia Cộng hòa Síp 1973–74
- APOP Paphos FC

Các đội xuống hạng từ Giải bóng đá hạng nhất quốc gia Cộng hòa Síp 1972–73
- ASIL Lysi

Các đội thăng hạng từ Giải bóng đá hạng ba quốc gia Cộng hòa Síp 1972–73
- Neos Aionas Trikomou

Các đội xuống hạng Giải bóng đá hạng ba quốc gia Cộng hòa Síp 1973–74
- AEK Ammochostos

## Bảng xếp hạng
| Vị thứ | Đội                       | St. | T. | H. | B. | BT. | BB. | BT. | Đ. | Ghi chú                                                                  |
| ------ | ------------------------- | --- | -- | -- | -- | --- | --- | --- | -- | ------------------------------------------------------------------------ |
| 1      | ASIL Lysi                 | 26  | 20 | 4  | 2  | 16  | 21  | −5  | 44 | Vô địch-thăng hạng Giải bóng đá hạng nhất quốc gia Cộng hòa Síp 1974–75. |
| 2      | AEM Morphou               | 26  | 15 | 6  | 5  | 41  | 23  | 18  | 36 |                                                                          |
| 3      | Ethnikos Achna FC         | 26  | 13 | 6  | 7  | 52  | 33  | 19  | 32 |                                                                          |
| 4      | Keravnos Strovolou FC     | 26  | 14 | 6  | 6  | 33  | 29  | 4   | 34 |                                                                          |
| 5      | Neos Aionas Trikomou      | 26  | 13 | 5  | 8  | 41  | 27  | 14  | 31 |                                                                          |
| 6      | Chalkanoras Idaliou       | 26  | 13 | 5  | 8  | 33  | 24  | 9   | 31 |                                                                          |
| 7      | Othellos Athienou FC      | 26  | 12 | 6  | 8  | 35  | 25  | 10  | 30 |                                                                          |
| 8      | Ethnikos Assia FC         | 26  | 9  | 13 | 4  | 25  | 24  | 1   | 31 |                                                                          |
| 9      | Omonia Aradippou          | 26  | 11 | 5  | 10 | 33  | 32  | 1   | 27 |                                                                          |
| 10     | PAEEK FC                  | 26  | 5  | 7  | 14 | 26  | 34  | −8  | 17 |                                                                          |
| 11     | Parthenon Zodeia          | 26  | 5  | 7  | 14 | 20  | 41  | −21 | 17 |                                                                          |
| 12     | Orfeas Nicosia            | 26  | 6  | 4  | 16 | 25  | 37  | −12 | 16 |                                                                          |
| 13     | ENAD Ayiou Dometiou FC    | 26  | 2  | 9  | 15 | 11  | 46  | −35 | 13 |                                                                          |
| 14     | Ethnikos Asteras Limassol | 26  | 1  | 3  | 22 | 13  | 86  | −73 | 5  | Xuống hạng Giải bóng đá hạng ba quốc gia Cộng hòa Síp.1                  |

Hệ thống điểm: Thắng=2 điểm, Hòa=1 điểm, Thua=0 điểm